# とある魔術の禁書目録 アーカイブス
- とある魔術の禁書目録 > とある魔術の禁書目録 (アニメ) > とある魔術の禁書目録 アーカイブス
- とある魔術の禁書目録 > とある科学の超電磁砲 > とある科学の超電磁砲 (アニメ) > とある科学の超電磁砲 アーカイブス

『とある魔術の禁書目録 アーカイブス』（とあるまじゅつのインデックス アーカイブス）は、2009年3月25日からジェネオン・ユニバーサル・エンターテイメントジャパンより発売されている、テレビアニメ『とある魔術の禁書目録』シリーズのキャラクターソング・ドラマCDシリーズ。
本稿では、外伝のテレビアニメ『とある科学の超電磁砲』のものについても記述する。

## 概要
オリジナルエピソードのオーディオドラマ（前後2編）とキャラクターソング2曲が収録されている。オーディオドラマとキャラクターソングは、ストーリーも、メインとなるキャラクターも、特につながりはない。
キャラクターソングは全曲、くまのきよみの作詞である。

## とある魔術の禁書目録
2009年3月25日から8月21日にかけて発売された。4作とも、ジャケットに女性キャラのイラストが描かれている。キャラクターソングを歌うキャラクターが選ばれており、オーディオドラマとの関連はない。

### 1 (INDEX)
2009年3月25日発売。キャラクターソングとジャケットはインデックスと御坂美琴。
収録曲
1. オーディオドラマ・1stパート [18:12]
2. “ありがと”の経験値 [4:30]
歌：インデックス（井口裕香）
作曲：三浦誠司、編曲：大久保薫
3. オーディオドラマ・2ndパート [25:33]
4. 私らしくあるためのpledge [3:39]
歌：御坂美琴（佐藤利奈）
作曲：若林充、編曲：草野よしひろ

オーディオドラマあらすじ
上条当麻とインデックスは見知らぬ外国人女性に赤ん坊を押し付けられてしまい、二人は赤ん坊の世話に悪戦苦闘する。その最中、学園都市に赤ん坊を狙う魔術師が侵入し、赤ん坊を巡る闘いが勃発する。

### 2 (INDEX)
2009年6月10日発売。キャラクターソングとジャケットは上条当麻と姫神秋沙。
収録曲
1. オーディオドラマ・1stパート [23:45]
2. ゼロからの逆襲 [3:57]
歌：上条当麻（阿部敦）
作曲・編曲：三浦誠司
3. オーディオドラマ・2ndパート [28:58]
4. 終焉（おわり）はどちら [4:03]
歌：姫神秋沙（能登麻美子）
作曲：大渕桃子、編曲：大久保薫

オーディオドラマあらすじ
インデックスとの約束で焼肉の買い物をしていた上条当麻は、緑髪の少年と争う御坂美琴と遭遇し、その騒動で一週間の生活費を紛失してしまう。生活費を稼ぐために悪戦苦闘する上条に、土御門元春は地下カジノで儲ける事を提案する。一方、美琴も緑髪の少年が入っていくのを見てカジノへ侵入する。

### 3 (INDEX)
2009年7月24日発売。キャラクターソングとジャケットはステイル＝マグヌスと神裂火織。
収録曲
1. オーディオドラマ・1stパート [16:26]
2. under the cry [4:59]
歌：ステイル＝マグヌス（谷山紀章）
作曲・編曲：渡辺剛
3. オーディオドラマ・2ndパート [18:12]
4. Salvia farinacea（サルビア・ファリセア） [4:25]
歌：神裂火織（伊藤静）
作曲：若林充、編曲：渡辺剛

オーディオドラマあらすじ
ステイル＝マグヌスと神裂火織は、イギリス清教からの指示でインデックスの監視を命じられていた。隣室である土御門元春から部屋を提供された二人はインデックスと上条当麻の日常を垣間見ることになる。

### 4 (INDEX)
2009年8月21日発売。キャラクターソングとジャケットは御坂妹と風斬氷華。
収録曲
1. オーディオドラマ・1stパート [16:37]
2. ひそやかな欲望〜ミサカは、発生させます〜 [4:47]
歌：御坂妹（ささきのぞみ）
作曲：松井俊介、編曲：渡辺剛
3. オーディオドラマ・2ndパート [21:38]
4. i（哀）インターセクト [5:09]
歌：風斬氷華（阿澄佳奈）
作曲：糀谷拓土、編曲：馬場一嘉

オーディオドラマあらすじ
上条当麻はインデックスに貰った賞味期限切れのパンを食べて食中毒となり入院していた。上条のお見舞いに来ていた御坂妹は、上条に何かしてあげたいという感情に芽生える。しかし何をしていいか分からず街中を徘徊していたところ、御坂美琴と出会う。その頃、同じくお見舞いに来ていたインデックスと姫神秋沙は病室で騒動を起こしてしまい、上条は危篤状態に陥ってしまう。

### 登場人物 (INDEX)
本作オリジナル人物以外は、該当記事を参照。
上条 当麻（かみじょう とうま）
声 - 阿部敦
本編の主人公。学園都市に住む、「幻想殺し（イマジンブレイカー）」という能力を右手に持つ少年。

インデックス
声 - 井口裕香
本編のメインヒロイン。上条の部屋に居候をしている、イギリス清教「必要悪の教会」に所属する魔導図書館の少女。

御坂 美琴（みさか みこと）
声 - 佐藤利奈
本編のヒロインの一人。常盤台中学2年。能力はレベル5の「超電磁砲（レールガン）」。

ステイル＝マグヌス
声 - 谷山紀章
イギリス清教「必要悪の教会（ネセサリウス）」に所属する魔術師。

神裂 火織（かんざき かおり）
声 - 伊藤静
イギリス清教「必要悪の教会」に所属する魔術師。

月詠 小萌（つくよみ こもえ）
声 - こやまきみこ
上条の通う学校のクラスの担任を務める化学教師。

姫神 秋沙（ひめがみ あいさ）
声 - 能登麻美子
上条のクラスメイト。「吸血殺し」の能力者。

土御門 元春（つちみかど もとはる）
声 - 勝杏里
上条の隣室の住人にしてクラスメイト。イギリス清教「必要悪の教会」に所属する魔術師。学園都市の暗部組織「グループ」の構成員でもある。

白井 黒子（しらい くろこ）
声 - 新井里美
常盤台中学1年で、美琴のルームメイト。「風紀委員（ジャッジメント）」の一人。能力はレベル4の「空間移動（テレポート）」

御坂妹（みさかいもうと）
声 - ささきのぞみ
御坂美琴のDNAマップを使って生み出された体細胞クローン「妹達（シスターズ）」の一人、検体番号10032号。

青髪ピアス（あおがみ-）
声 - 川原慶久
上条のクラスメイト。

ラクーシャ
声 - 桑島法子
第1巻に登場。ある教団（インデックスの推測ではインドのサドゥー）の魔術師。
チャクラを武器とする。ハリーシャを追って現れ、上条とインデックスをその仲間と思い攻撃したが、誤解が解け上条と共にハリーシャを阻止した。
ハリーシャ
声 - 岡村明美
第1巻に登場。ラクーシャの妹で同じ教団に属する魔術師。
動物をマントラで操る魔術を使う。前触れも無く赤ん坊をインデックスに預けた。実は赤ん坊は教団の巫女であり、自身はその乳母。インデックスの禁書目録から引き出した術式を使って、巫女を生贄にして自分の子供の呪いを解こうとしていたが上条に阻止される。
シャクティ
第1巻に登場。命名はインデックスによるもので、本名は不明。
乳母であるハリーシャによって突如インデックスに預けられた赤ん坊で、とある教団の巫女として育てられていた。そのため幼児ながら魔術の才がある。ハリーシャが自らの子の命を救うために生贄に捧げられようと暗躍し、ハリーシャによって拉致されていたが、上条やラクーシャの活躍で阻止された。命の危機にさらされてはいたものの、本人はハリーシャに懐いている。
緑髪の少年
声 - 真田アサミ
第2巻に登場。緑髪で長髪の少年。本名は不明。高校生の上条や中学生の美琴を「おじさん」「おばさん」と呼ぶなど、やや不遜な性格。
絶対的な運を持っていると豪語し、研究機関と裏組織が合同で主催する賭場では運営側の切り札として遇されていてかつ負け知らずだった。その強運の正体は彼の言葉を聞いた人物がその言葉通りの幻覚を見せられてしまうという能力で、それを駆使してイカサマで勝負をしていた。その能力で美琴の電撃を外し（たかのように見せかけ）、さらなる勝ちを得てアイデンティティーを保とうとしていたが、美琴とのトランプ勝負の最中で上条に見破られ、土御門の手引きによって賭場へ乱入した「警備員」によって拘束された。

## とある魔術の禁書目録II

### 1 (INDEX II)
2011年5月25日発売。キャラクターソングとジャケットはインデックスと上条当麻。
収録曲
1. オーディオドラマ・1stパート [26:05]
2. “おかえり”の絶対値 [4:17]
歌：インデックス（井口裕香）
作曲：小野貴光、編曲：大久保薫
3. オーディオドラマ・2ndパート [14:53]
4. 幻想、もしくはそれに等しいもの [4:22]
歌：上条当麻（阿部敦）
作曲：白戸佑輔、編曲：二宮直樹

オーディオドラマあらすじ
上条当麻の部屋に、双子の姉妹のメルヴィナとグレイシアというイギリス清教のシスターが駆け込み、インデックスに助けを求める。その目的は“光を掲げる者（ルシフェル）”の召喚魔術の実践素体となっていたグレイシアを救うため、グレイシアの記憶を完全に消去することだった。イギリス清教の追手から逃れながら上条たちはグレイシアを救おうと奮闘する。

### 2 (INDEX II)
2011年6月22日発売。キャラクターソングとジャケットはオルソラ＝アクィナスとアニェーゼ＝サンクティス。
収録曲
1. オーディオドラマ・1stパート [15:14]
2. 衝動、なのでございますよ。 [4:02]
歌：オルソラ＝アクィナス（遠藤綾）
作曲：青野ゆかり、編曲：渡辺剛
3. オーディオドラマ・2ndパート [24:44]
4. Stray Virgin（ストレイヴァージン） [3:40]
歌：アニェーゼ＝サンクティス（釘宮理恵）
作曲：若林充、編曲：二宮直樹

オーディオドラマあらすじ
アドリア海の女王の一件以降、イギリス清教“必要悪の教会”の女子寮に転がり込むことになった元アニェーゼ部隊のシスターたちは、徐々にその環境に馴染みつつあった。しかしアニェーゼ本人のみはどうにも元気がない。それを案じた神裂やオルソラ、ルチア・アンジェレネたちは、女子寮の全員を招いて花見を計画し、アニェーゼや元アニェーゼ部隊のシスターたちとの融和を試みる。

### 3 (INDEX II)
2011年7月27日発売。キャラクターソングとジャケットは御坂美琴と白井黒子。
収録曲
1. オーディオドラマ・1stパート
2. BEAT IN（ビリ）! BEAT IN（ビリ）!
歌：御坂美琴（佐藤利奈）
作曲：白戸佑輔、編曲：馬場"BIBI"一嘉
3. オーディオドラマ・2ndパート
4. ひゅん!DESTINATION（デスティネーション）
歌：白井黒子（新井里美）
作曲：白戸佑輔、編曲：大久保薫

オーディオドラマあらすじ
街中を歩いていた美琴はコインランドリーでトラブルに遭っていた上条に出会う。上条と別れた直後、アリスと名乗る立体映像のようなものに遭遇し、上条との関係をタネに振り回される。ゲームセンターで遊びまわった後、美琴はアリスから非人道的な実験に協力しているということを聞いてしまう。美琴はアリスを救うため、黒子や初春と協力して去澤という研究者の研究施設を襲撃する。

### 4 (INDEX II)
2011年8月24日発売。キャラクターソングとジャケットは一方通行（アクセラレータ）と打ち止め（ラストオーダー）。
収録曲
1. オーディオドラマ・1stパート
2. ネットワークは感動信号（ファンタスティック）
歌：打ち止め（日高里菜）
3. オーディオドラマ・2ndパート
4. 99.9％ Noisy
歌：一方通行（岡本信彦）

オーディオドラマあらすじ
前巻の裏パートとも言えるシナリオで、舞台設定やオリジナルキャラクターなどを多く共有している。
一方通行はクローン否定論者たちによる「妹達」襲撃計画を防ぐため、「グループ」を脱して去澤莢の研究チームに護衛役として協力していた。しかしそれは表向きの顔で、実は「グループ」の一員として去澤たちの研究を潰すことを目的に暗躍する。研究施設に潜入せんとする不審な男の撃退を去澤に命じられた一方通行は男と接触し、その男が研究の要を担う少女・須加井アリスの実父であり、アリスを救わんと奔走していることを知る。「家族」という言葉に思う所のあった一方通行は、先に潜入したアリスの父とアリス自身を援けるため単身研究施設へと舞い戻る。そこには研究員の一人・伽藍矜持が待ち構えていた。

### 登場人物 (INDEX II)
本作オリジナル人物以外は、該当記事を参照。
上条 当麻（かみじょう とうま）
声 - 阿部敦

インデックス
声 - 井口裕香

御坂 美琴（みさか みこと）
声 - 佐藤利奈

ステイル＝マグヌス
声 - 谷山紀章

神裂 火織（かんざき かおり）
声 - 伊藤静

土御門 元春（つちみかど もとはる）
声 - 勝杏里

白井 黒子（しらい くろこ）
声 - 新井里美

一方通行（アクセラレータ）
声 - 岡本信彦
本編の主人公格の一人。学園都市の暗部組織「グループ」の構成員、学園都市最強の超能力者。

打ち止め（ラストオーダー）
声 - 日高里菜
本編のヒロインの一人。御坂美琴のDNAマップを使って生み出された体細胞クローン「妹達」の一人、検体番号20001号

オルソラ＝アクィナス
声 - 遠藤綾
イギリス清教「必要悪の教会」に所属するシスター。元ローマ正教徒。

アニェーゼ＝サンクティス
声 - 釘宮理恵
元ローマ正教「アニェーゼ部隊」を指揮していたシスター。部隊ごとイギリス清教「必要悪の教会」に所属している。

海原 光貴（うなばら みつき）
学園都市の暗部組織「グループ」の構成員。「海原光貴」は仮名で、正体はアステカの魔術師・エツァリ。

結標 淡希（むすじめ あわき）
声 - 櫻井浩美
学園都市の暗部組織「グループ」の構成員。能力はレベル4の「座標移動（ムーブポイント）」。

シェリー＝クロムウェル
声 - 渡辺明乃
イギリス清教「必要悪の教会」に所属する魔術師。

黄泉川 愛穂（よみかわ あいほ）
第73活動支部所属の「警備員」。

ルチア
声 - 伊瀬茉莉也
元ローマ正教「アニェーゼ部隊」所属のシスター。

アンジェレネ
声 - 片岡あづさ
元ローマ正教「アニェーゼ部隊」所属のシスター。

初春 飾利（ういはる かざり）
声 - 豊崎愛生
柵川中学の1年生。「風紀委員」第177支部所属。

メルヴィナ＝ベイリー
声 - 高本めぐみ
第1巻に登場。イギリス清教所属のシスター。生まれながらにして魔術の素質があった。上条と同年代程の容姿で、上条曰く出る所は出ている。
双子の妹のグレンシアと共に孤児の出身であり、孤児院をたらい回しにさせられた後にイギリス清教のとある教会に落ち着く。その教会では堕天使「光を掲げる者（ルシフェル）」の召喚魔術を研究する機関であったため、その研究成果を盗み見て「光を掲げる者」を召喚し、自分たちの境遇を招いた世界を混沌に陥れようと画策した。その背中にはグレンシアに刻まれた魔法陣の核となる魔法陣が刻まれている。召喚を前にグレンシアが協力を拒もうとしてメルヴィナの記憶を封じようとしたため、やむなくその魔術を跳ね返してグレンシアの記憶を退行させ、それを解決するために学園都市のインデックスの元へ現れた。
自分たちの境遇を詐称してインデックスと上条を騙し、グレンシアの記憶を回復させて学園都市内で「光を掲げる者」を召喚しようとするが、教会で構築された術式が未完成のものであったために「天使の力（テレズマ）」がグレンシアだけでなくメルヴィナにも流入し、その事態を防げなかったことを悔いるグレンシアを前に上条に助けを求め、「幻想殺し」によって召喚魔術を止めた。その後は追手だったステイルによってイギリスへ連れ戻されたが、その余波によってグレンシアとともに記憶が10歳ほどまでに退行していたために危険はないと見られて無罪となり、病院へ搬送されながらも「必要悪の教会」の女子寮へ移り住むことが決定した。目的と手段が反転し、グレンシアをも利用しようとしていたが、本質は妹想いであり、最後も自らの犠牲を厭わずに妹の救助を求めた。
グレンシア＝ベイリー
声 - 藤田咲
第1巻に登場。イギリス清教所属のシスター。生まれながらにして「光を掲げる者」の素体としての素質を持ち合わせていた。
双子の姉であるメルヴィナとともに孤児院を転々としながら生活していた。イギリス清教の教会で「光を掲げる者」の研究を盗み見てからは、姉の手によって自らの体に「光を掲げる者」の召喚魔術の魔法陣を刻まれ、姉の目的に協力していた。しかし召喚直前になって思い直し、姉の暴走を食い止めようとして記憶を封じる魔術を行使するが、跳ね返されて逆に自らの記憶が8歳程にまで退行してしまった。
教会を壊滅させた追手のステイルに追われながら姉に連れられて学園都市を訪れ、インデックスの協力を得た姉の手によって記憶を呼び戻され、そのまま「光を掲げる者」の召喚魔術を行使されるが、上条の「幻想殺し」によって解除された。その後は姉と共に記憶が10歳程に再び退行した無邪気な性格になったようで、退院後は「必要悪の教会」の女子寮へ移り住むことが決定している。記憶は失われたが、上条の手によって助けられたことは覚えているらしい。
須加井 アリス（すかい -）
声 - 工藤晴香
第3巻、第4巻に登場。学園都市に住む「置き去り（チャイルドエラー）」の少女。書類上は2年前に6歳で死亡したことになっている。
生まれつき病弱な体質だったために両親から捨てられていたところを去澤莢によって保護され、その恩義に報い、また自らのアイデンティティを取り戻すために去澤の実験に協力している。本人は去澤の研究施設内に寝たきりの状態であり、ほとんど外に出たことがないのか世俗の知識に欠けている面もある。性格は無邪気で明るいが、研究によって希望を見出しているものの諦観じみた発言も多い。去澤との関係は良好なものであり、彼女には深く信頼を置いている。計画が開始される直前になって、去澤の非人道的な実験を阻止するために現れた美琴によって救出され、病院へ搬送された（本来は処分される予定だったがグループが上層部と交渉し、彼等がアリスを買い取るという形で解決された）。
能力は「アリスアバター」。情報を直接操ることの出来る能力で、去澤曰く、インターネット上の「精神感応（テレパス）」。ネットワーク上であれば大抵の場所で行使でき、作中では無線LANなどを用いて兎と猫を足したようなアバターを生成して街中を徘徊していた。そのため電気信号を操れる美琴とは相性が良く、通常の人よりも明快に会話できる。去澤の研究が完成した場合は、ネットワークを通じて他人の意識情報を書き換える装置の一部となる予定だった。
去澤 莢（さりざわ さや）
声 - 櫻井智
第3巻、第4巻に登場。学園都市の女性研究者。
「置き去り」だった須加井アリスを保護し、アリスをネットワークを通じて他人の意識情報を書き換える装置に昇華させる研究を行っている。性格は優しくアリスに対しても本物の母親のように接していたが、その愛情は歪んでおり、非人道的な実験も「親に捨てられて価値を失った可哀想な子供に新しい価値を与える」という独善的な考えの基に立脚している。そのため研究の内容よりも、子供に価値を与えることの方に執着している。信頼を置かれている時には子供に親身な態度をとるが、研究の阻害になると認めた場合はすぐに切り捨てるという冷酷さも持つ。過去にはその非人道的な実験を査問会にかけられたこともあった。
学園都市上層部からヒューズ＝カザキリのバックアップシステムを構築することを依頼されていたが、その研究を基礎から改竄し、アリスを上述の装置の一部として組み込み、完成させようとしていた。そのために一方通行や、装置のクライアントから派遣された傭兵部隊を護衛に付けていた。しかしその研究内容を察知した美琴と黒子に研究施設を急襲され、また伽藍が一方通行との戦いでアリスシステムを勝手に強制起動させたこともあり、その隙をついて美琴たちにアリスを奪取される。その後は研究施設を爆破して地下から逃走を図るが、待ち構えていた「グループ」の土御門と結標に撃たれ死亡した。
カササギ
声 - 利根健太朗
第3巻、第4巻に登場。去澤莢の助手を務める男性研究者。
去澤の研究施設で須加井アリスを媒介とした装置の制御ユニットと拡張モジュールの開発を担当した。美琴の研究施設襲撃に際しては防衛策を取るものの、結局研究の破綻を許した。
伽藍 矜持（がらん きょうじ）
声 - 北沢力
第4巻に登場。去澤莢の助手を務める研究者。
カササギとともに須加井アリスを媒介とした装置の制御ユニットと拡張モジュールの開発を担当した。またシステムの学園都市外部のクライアント・パープル社への売り渡しなどを主導する。またアリスを死亡と情報改竄した張本人であり、アリスの父とはその際に面識がある。しかし、計画を潰そうとする一方通行と交戦、一方通行の能力に対抗するためアリスシステムを強制的に起動させ一方通行を圧倒するが電極を切り自身の能力を停止させた一方通行を見て何も出来ないと判断し油断したところを一方通行に拳銃で撃たれて死亡した。
アリスの父親
声 - 伊藤健太郎
第4巻に登場。須加井アリスの父親。
元はパープル社の海外窓口担当の営業職だった。妻とアリスが先天的に病弱であったため、彼女たちの治療法確立のためにアリスを学園都市の研究機関へ送り込む。しかし妻の反対を押し切った形になってしまったために夫婦仲は破滅し、離婚することになってしまった。その後アリスの死報を聞くが、しばらくしてパープル社の内部文書からアリスが生存しており、非人道的研究に捧げられそうになっていることを知る。パープル社の解雇、多額の負債を抱えながら非合法組織と接触して、アリスを救うために学園都市に侵入するも、伽藍によって阻まれることになる。一方通行によって一件が解決した後は、学園都市への不法侵入の件について自首する。

## とある科学の超電磁砲
2010年3月26日から7月30日にかけて発売。3タイトルとも、ジャケットには御坂美琴、白井黒子、初春飾利、佐天涙子の悩殺イラストが描かれている。『禁書目録 アーカイブス』と違い、オーディオドラマの内容に即した絵となっている。

### 1 (RAILGUN)
2010年3月26日発売。キャラクターソングは御坂美琴と白井黒子。
収録曲
1. オーディオドラマ・1stパート [20:00]
2. 超電磁少女Days [3:29]
歌：御坂美琴（佐藤利奈）
作曲・編曲：大久保薫
3. オーディオドラマ・2ndパート [15:53]
4. ですのっ! White & Black  [5:07]
歌：白井黒子（新井里美）
作曲・編曲：渡辺剛

オーディオドラマあらすじ
御坂美琴・白井黒子・初春飾利・佐天涙子の4人は、佐天の部屋でパジャマパーティをしていた。室内から佐天のアルバイト先のメイド喫茶「めいでぃあセカンド♡れっすん」のメイド服を発見する。それとほぼ同名の悪徳店舗に心当たりのあった黒子は、その調査に乗り出す。一方、佐天はメイド服を試着した所、それを脱ぐことが出来なくなっていた。

### 2 (RAILGUN)
2010年4月28日発売。キャラクターソングは初春飾利と佐天涙子。
収録曲
1. オーディオドラマ・1stパート [15:19]
2. 初色bloomy [3:55]
歌：初春飾利（豊崎愛生）
作曲：若林充、編曲：二宮直樹
3. オーディオドラマ・2ndパート [12:57]
4. ナミダ御免のGirls Beat [3:29]
歌：佐天涙子（伊藤かな恵）
作曲：cAnON.、編曲：大久保薫

オーディオドラマあらすじ
御坂美琴・白井黒子・初春飾利・佐天涙子の4人は、街中で美琴に懐く猫に出会う。その猫の飼い主を探すために常盤台中学の学生寮まで連れ帰る。猫は黒子の私物を荒らしてから飼い主に引き取られていったが、その飼い主に黒子は連日起きているスパイ事件の関連を疑う。

### 3 (RAILGUN)
2010年7月30日発売。キャラクターソングはそれぞれ美琴&黒子、初春&佐天のデュエット。
収録曲
1. オーディオドラマ・1stパート [16:19]
2. ギラギラNow! [3:18]
歌：御坂美琴（佐藤利奈）&白井黒子（新井里美）
作曲：cAnON.、編曲：二宮直樹
3. オーディオドラマ・2ndパート [13:30]
4. カンペキWill [3:26]
歌：初春飾利（豊崎愛生）&佐天涙子（伊藤かな恵）
作曲：白戸佑輔、編曲：大久保薫

オーディオドラマあらすじ
御坂美琴・白井黒子・初春飾利・佐天涙子の4人は銭湯で寛いでいたが、そこに三つ子の姉妹が現れる。風呂上がりの後、脱衣場で4人の下着が盗まれているのを見つける。そこには三つ子の残した書き置きがあり、その誘いに乗って4人は廃ビルへ赴き、三つ子の主催する「ゲーム」で勝負することになる。

### 登場人物 (RAILGUN)
本作オリジナル人物以外は、該当記事を参照。
御坂 美琴（みさか みこと）
声 - 佐藤利奈

白井 黒子（しらい くろこ）
声 - 新井里美

初春 飾利（ういはる かざり）
声 - 豊崎愛生

佐天 涙子（さてん るいこ）
声 - 伊藤かな恵

上条 当麻（かみじょう とうま）
声 - 阿部敦

寮監
声 - 生天目仁美
常盤台中学女子寮の寮監を務める女性。

「めいでぃあセカンドれっすん」のオーナー
声 - 川上貴史
第1巻で登場。会員制メイド愛好カフェ「めいでぃあセカンド♡れっすん」のオーナー。
メイドになみなみならぬ拘りを持っており、開店時のアルバイトスタッフとなった佐天に熱意を込めてメイドについてを説いた。実は以前、ヤクザ紛いの営業やスタッフへの待遇不備などで「風紀委員」に摘発されて廃業に追い込まれた「めいでぃあファースト♡れっすん」の経理担当者で、会員名簿を流用して業務を再開していた。佐天や初春の囮調査によって再び摘発され、「風紀委員」によって補導される。実はメイドに説教をされることに興奮を覚えるという特殊な性的嗜好の持ち主で、メイドカフェも自らの願望を実現するための事業でしかなかった。
碓井 芳乃（うすい よしの）
声 - 高橋美佳子
第2巻に登場。動物行動制御研究所に所属する女性研究者。口調は軽め。研究所の車を運転して登場したが、黒子曰くその車はゴツいらしい。
美琴たちが保護した迷い猫・猫太の飼い主として現れるが、実は猫太の行動を電磁波で制御して産業スパイとして暗躍させていた。後に美琴たちに看破されて研究所を襲撃される。象や馬などの動物を操って対抗しようとするが、美琴が周囲の磁場をかき乱して制御を無効化したために敗れ、「警備員」に拘束された。
猫太（ねこた）
声 - 平尾明香
第2巻に登場。美琴がとあるコーヒーショップの傍で見つけた猫。名前は美琴が付けたもので、本来名前はない。
美琴は動物の嫌う微弱な電磁波を無意識に放出しているが、それにもかかわらず初見で美琴に懐いた。実は動物行動制御研究所での実験動物であり、行動を電磁波で制御されて産業スパイのようなことを行っていた。その制御装置は首輪に付いており、美琴らによって研究所が壊滅させられると、美琴によって首輪を外されて制御を解かれ、美琴の電磁波を当てられて美琴を引っ掻き、逃げていった。
いちか
声 - 明坂聡美
第3巻に登場する、三つ子姉妹の長女。年齢は小学生ほどで、子供らしい無邪気な性格をしているが、能力開発の影響か知力は高く狡猾。
三姉妹揃い、とある研究所の能力開発プログラムに参加しており、研究所の指示で学園都市中の能力者の弱みに付け込んで「鬼ごっこ」を仕掛け、それを能力を駆使して撃退していた。中にはそのゲーム中に傷を負う物も多く、「風紀委員」内でも原因の調査が行われていた。銭湯で美琴・黒子・初春・佐天の下着を盗んで廃ビルへ呼び出し、フロアに分かれ鬼ごっこを仕掛けた。いちかはありとあらゆる地雷を設置したフロアで美琴と交戦するが敗れ、報復を受けることになる。
能力は「ステルス」。本人も詳細を把握できていないが粒子の干渉から逃れられる能力らしく、美琴の電撃をすり抜けたり姿を視認できなくさせたりしていた。
ふたば
声 - 寺本來可
第3巻に登場する、三つ子姉妹の次女。性格はいちかに近く、無邪気ながら狡猾。
姉と同じ能力開発プログラムに参加。鬼ごっこでは障害物が多く暗めのフロアで黒子と交戦し、善戦するも敗れる。
能力は「ディレイ」。周囲2mの音を遅らせて伝わらせることができる。
みつみ
声 - 悠木碧
第3巻に登場する、三つ子姉妹の三女。姉たちと同じく無邪気な性格だが、姉や佐天に出し抜かれるなどやや抜けている面もある。
姉たちと同じ能力開発プログラムに参加。鬼ごっこではパーテーションで迷路化したフロアで佐天・初春と対戦したが、佐天がパーテーションに上って追いかけたためにすぐに敗北。しかし佐天に能力を褒められてからは一転して佐天に懐くようになる。
能力は「サーモグラフィー」。文字通り、人の体温でその位置を特定できる能力らしい。